# Canino
Il canino è l'unico dente ad essere unico nella propria serie: l'uomo possiede infatti quattro canini, due nell'arcata superiore o mascellare (chiamato canino superiore) e due nell'inferiore o mandibolare (chiamato canino inferiore).
È l'elemento dentario lungo, specialmente a livello radicolare, e ha uno spessore vestibolo-palatale relativamente grande, per ottenere il maggior ancoraggio possibile.

## Odontogenesi
Il canino è un dente succedaneo, ovvero il proprio sviluppo prevede la formazione di un primo dente deciduo (comunemente detto "da latte"), che verrà utilizzato nell'infanzia. Nel frattempo avviene la formazione intraossea del dente permanente (definitivo), che durante l'eruzione sfrutterà la spinta della radice in corso di formazione e la trazione di fibre gengivali per stimolare l'attività osteoclastica capace di riassorbire la radice del dentino deciduo fino a farlo vacillare e cadere per far posto al definitivo.

## Funzione

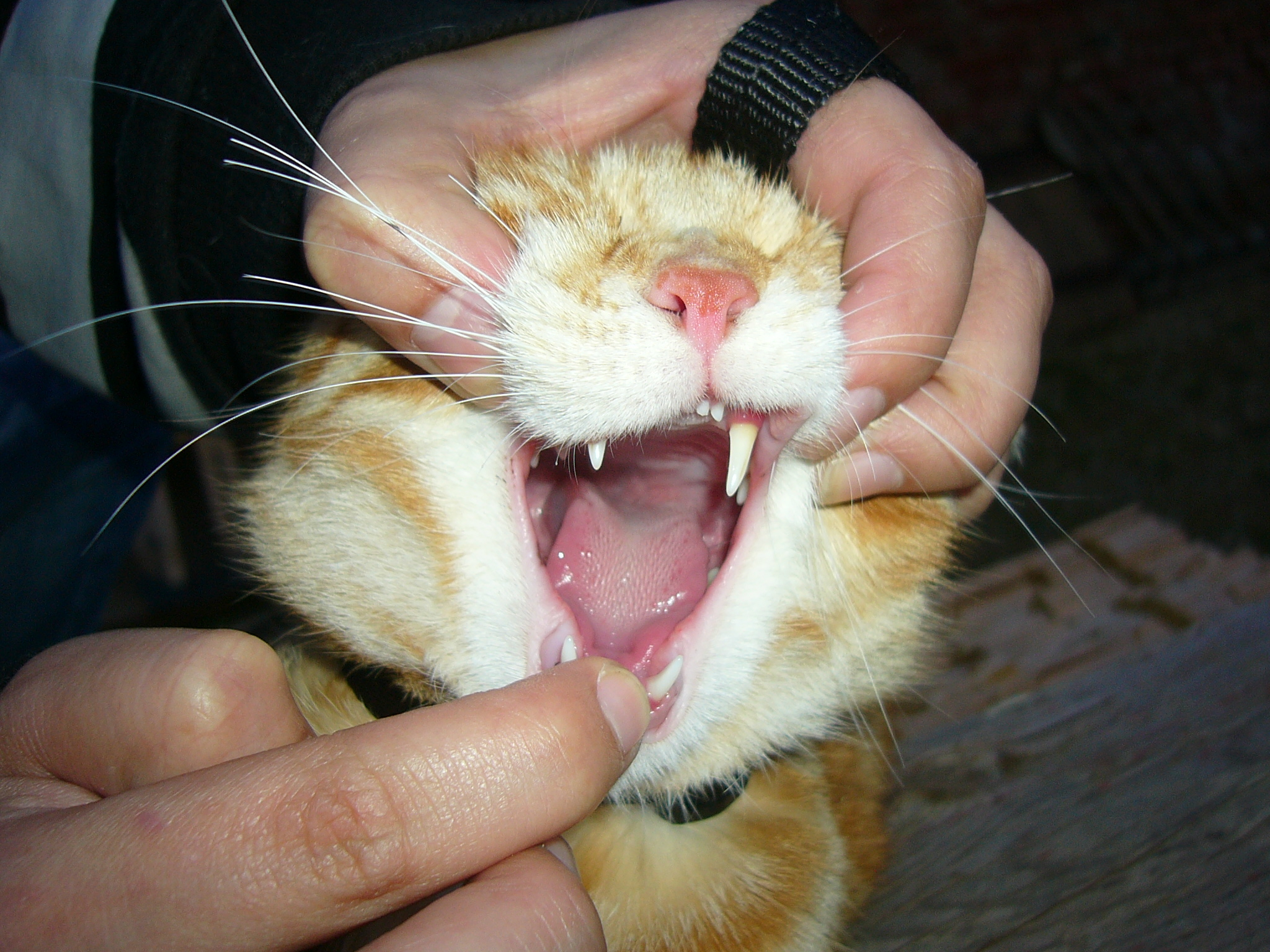
Canini di un gatto. Si noti che sono molto lunghi e affilati, ideali per afferrare (e uccidere) le prede.

Quest'elemento dentale svolge tre funzioni principali:
- È utilizzato per incidere e strappare il cibo dalla maggior parte dei mammiferi. Nell'uomo ha in gran parte perso questa funzione, ma è comunque fondamentale nell'occlusione;
- Costituisce la cosiddetta "guida canina", ovvero permette la disclusione fra le arcate dentarie nei movimenti di lateralità, facendo scorrere le arcate antagoniste proteggendo i denti posteriori da forze potenzialmente dannose occlusali, orizzontali e di taglio;
- La radice disegna la bozza canina del mascellare superiore, giocando un ruolo estetico molto importante nell'espressione del viso.

I canini sono particolarmente importanti per i mammiferi carnivori; anche mammiferi erbivori possiedono canini aguzzi e ben sviluppati. Essi hanno il compito di afferrare (e uccidere) la preda. Inoltre vengono mostrati per intimidire gli avversari.